# أديتيا (مسبار)

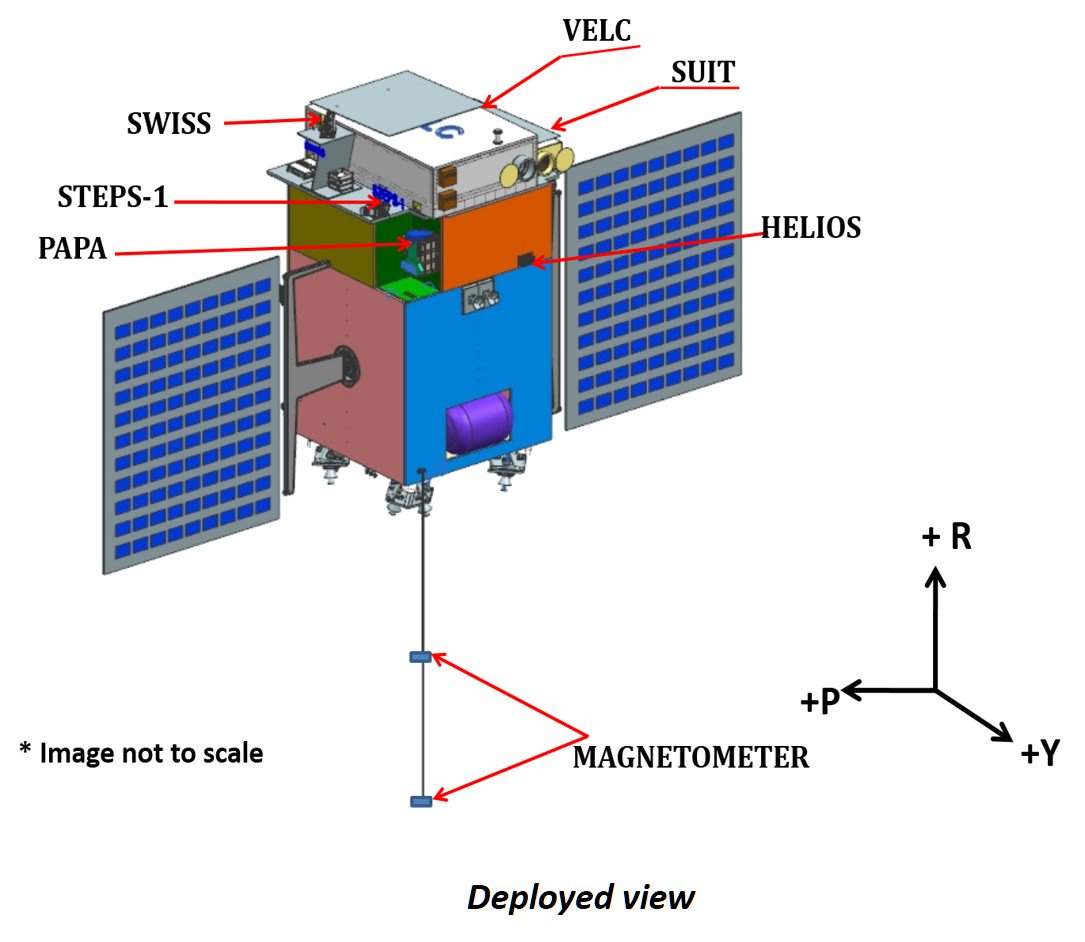

أديتيا  (بالسنسكريتية: आदित्य وتعني الشمس ) وهو مسبار فضائي وزنه 100 كغ مهمته دراسة الشمس بني هذا المسبار وأطلق من قبل منظمة بحوث فضائية هندية. ويهدف إلى دراسة ديناميكية الهالة الشمسية والانبعاث الكتلي الإكليلي وتطور الهالة الشمسية.